# Левинское сельское поселение (Пермский край)
Левинское сельское поселение — упразднённое муниципальное образование в составе Большесосновского района Пермского края.
Административный центр — село Левино.
Существовало с 19 декабря 2004 года по 14 мая 2021 года Большесосновский муниципальный район, упразднено в связи с преобразованием муниципального района в муниципальный округ.

## Население
| 2010 | 2012 | 2013 | 2014 | 2015 | 2016 | 2017 |
| ---- | ---- | ---- | ---- | ---- | ---- | ---- |
| 549  | ↘515 | ↘511 | ↘502 | ↘497 | ↘460 | ↗472 |
| 2018 | 2019 | 2020 | 2021 |      |      |      |
| ↘466 | ↘440 | ↘433 | ↗439 |      |      |      |

## Населённые пункты
В состав поселения входили 7 населённых пунктов:
- с. Левино
- д. Бурдино
- д. Долганы
- д. Каменка — упразднена
- д. Медведево
- с. Тараканово
- д. Чистопереволока